# Rui Rio
Rui Fernando da Silva Rio (ur. 6 sierpnia 1957 w Porto) – portugalski polityk, ekonomista i samorządowiec, poseł do Zgromadzenia Republiki, w latach 1996–1997 sekretarz generalny Partii Socjaldemokratycznej, a od 2018 do 2022 przewodniczący tego ugrupowania, w latach 2002–2013 burmistrz Porto.

## Życiorys
Kształcił się w szkole niemieckiej Colégio Alemão do Porto, po czym ukończył ekonomię na Uniwersytecie w Porto. Był prezesem jednego ze zrzeszeń studenckich. Od 1982 pracował jako doradca z zakresu administracji i finansów, odbył służbę wojskową, był następnie konsultantem przedsiębiorstwa przemysłu metalurgicznego, później zatrudniony jako ekonomista w Banco Comercial Português.
Zaangażował się w działalność polityczną w ramach centroprawicowej Partii Socjaldemokratycznej. Był wiceprzewodniczącym jej organizacji młodzieżowej JSD, później członkiem władz krajowych PSD. Od 1991 do 2002 sprawował mandat deputowanego do Zgromadzenia Republiki VI, VII i VIII kadencji. Pełnił funkcję sekretarza generalnego socjaldemokratów, wiceprzewodniczącego klubu poselskiego i wiceprezesa swojego ugrupowania.
W 2002 po raz pierwszy wybrany na burmistrza Porto. Reelekcję uzyskiwał w 2005 i 2009. Zakończył urzędowanie w 2013. W 2018 zwyciężył w partyjnych wyborach na przewodniczącego PSD, pokonując w głosowaniu Pedra Santanę Lopesa. W 2019 kierowana przez niego partia przegrała wybory krajowe z socjalistami; Rui Rio uzyskał wówczas mandat posła do portugalskiego parlamentu. W tym samym roku wszedł w skład Rady Państwa, organu doradczego prezydenta Portugalii.
W 2022 odbyły się kolejne wybory parlamentarne, w których z powodzeniem ubiegał się o reelekcję. Socjaldemokraci ponownie przegrali z Partią Socjalistyczną, która uzyskała większość bezwzględną w Zgromadzeniu Republiki. W tym samym roku na nowego przewodniczącego PSD został wybrany Luís Montenegro.

## Odznaczenia
Odznaczony m.in. Krzyżem Wielkim Orderu Infanta Henryka, watykańskim Krzyżem Wielkim Orderu Świętego Grzegorza Wielkiego, węgierskim Krzyżem Wielkim Orderu Zasługi, polskim Krzyżem Komandorskim Orderu Zasługi RP, estońskim Orderem Gwiazdy Białej I klasy.